# باريت
الباريت (بالإنجليزية: Baryte)‏ (من اليونانية: βαρύς ·· ثقيل) ذو الصيغة BaSO4، هو معدن مركب من كبريتات الباريوم. ويكون الباريت غالبا أبيضاً أو عديم اللون، وممتزجاً مع الأنجليسيت والسلستين.
باريتين أو كبريتات الباريوم هو معدن ذو كثافة عالية عديم اللون أو أبيض يمكن ان يميل بشكل طفيف للأصفر، البني، الأخضر، الأحمر، الاسمر، أو الرمادي. تعود هذه الاختلافات بشكل أساسي إلى احتوائه على اكاسيد الحديد، الكبريت، أو المادة العضوية.
يستخدم مصطلح الباريتين بشكل اساسي في التجارة والصناعة لتوصيف نوع معدني محدد BaSO4 بينما مصطلح الباريت يقتصر على أكسيد الباريوم BaO
يتكون الباريتين من:
65,7% من BaO
34,3% من SO3
يتم تعويض كمية قليلة من الباريوم بالسترونيوم أو الكالسيوم.
يمكن ان تتطور أشكال بللوراته لتأخذ جوانب جميلة انبوبية جد مفلطحة.في حين ان الاشكال الأكثر شيوعا هي الكروية أو الإبرية
ويعتبر الباريت المصدر الرئيسي لعنصر الباريوم. تتكون مجموعة الباريت من الباريت، والسلستيت (كبريتات السترونتيوم)، والأنجليسيت (كبريتات الرصاص)، والأنهيدريت (كبريتات الكالسيوم).  يشكل الباريت والسيليستين محلولًا صلبًا، (Ba,Sr) SO4.

## بعض الأسماء والتاريخ

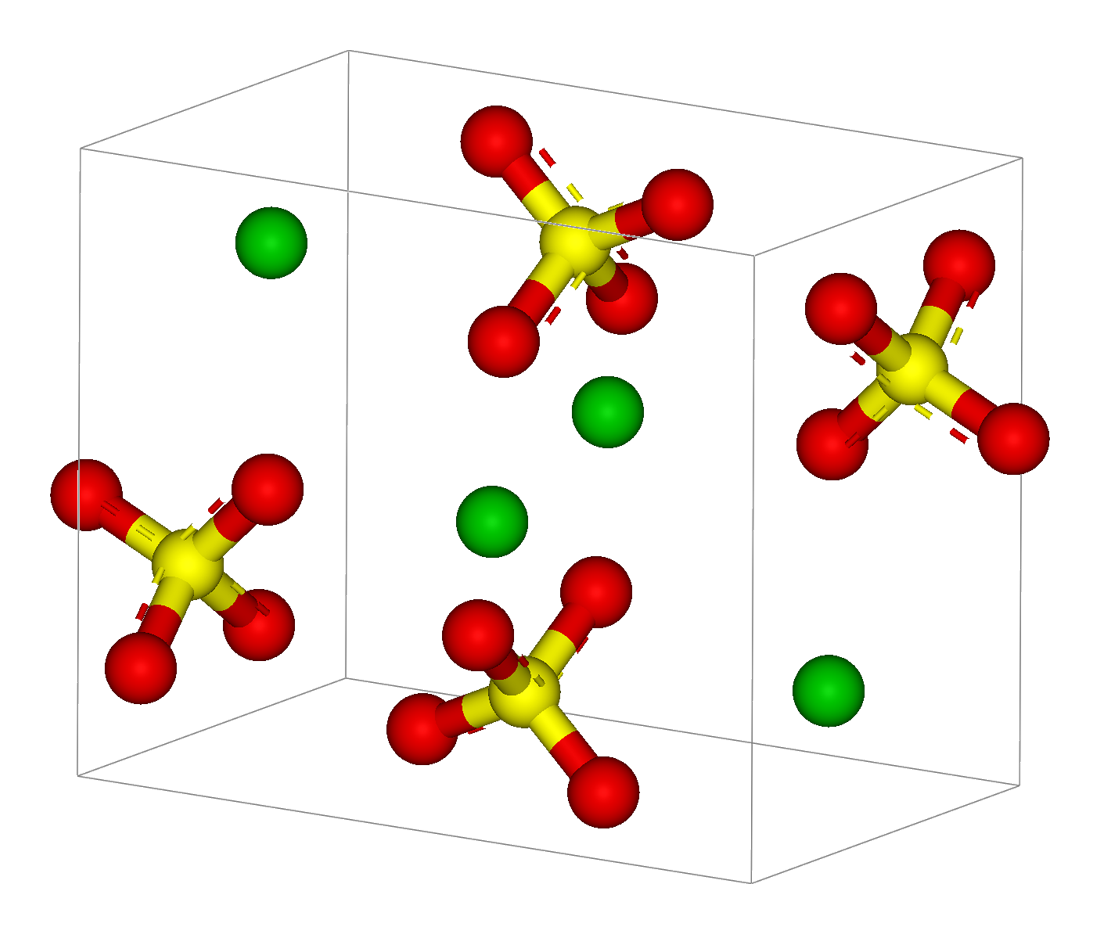
خلية تظهر تركيب الباريت.

لدي الصيغة المشعة والتي يشار إليها أحيانًا باسم Bologna Stone، بعض السمعة السيئة بين الخيميائيين بسبب العينات الفسفورية التي عثر عليها في القرن السابع عشر بالقرب من بولونيا بواسطة Vincenzo Casciarolo.
يستخدم الباريت عالميا بشكل اساسي كمادة مضافة لطين الحفر، وفي العديد من الصناعات لميزاته الخاصة: كثافة عالية (4.48 عند حرارة 26 °C)، بياضه الناصح، معامل كشط منخفض، ودرجة انصهار عالية (1580 °C) 
لا تشير مواصفة معهد البترول الأمريكي API 13 / ISO 13500، والتي تحكم الباريت في أغراض الحفر، إلى ان الباريت يعتبر معدن محدد، بل إلى مادة خام تلبي تلك المواصفات. لكن بالرغم من ذلك، يعتبر الباريت في الحياة العملية علي أنه نوع من أنواع المعادن.
يشير مصطلح «الباريت الأولي» إلى أول منتج قابل للتسويق، والذي يتضمن الباريت الخام (من المناجم) ومنتجات التي تهدف الي بعض طرق الإثراء (مادي أو عوائد مالية) البسيطة، مثل الغسيل، والقفز، وفصل الوسائط الثقيلة، والطاولة، والتعويم. يتطلب معظم خام الباريت بعض الترقية حتى يصل الباريت إلى الحد الأدنى من النقاء أو الكثافة. يتم سحق الباريت المستخدم في الأسمنت «الثقيل» ومن ثم غربله الركام الناتج إلى حجم موحد. يتم طحن معظم الباريت إلى حجم صغير وموحد قبل استخدامه كحشو أو موسع، وإضافة إلى المنتجات الصناعية، فإنه يستخدم في إنتاج كيماويات الباريوم أو في الطين الزيني وحفر آبار البترول.
وقد اعتمدت الرابطة الدولية للمعادن في البداية كلمة "barite" باعتبارها التهجئة الرسمية لأسم المعدن، ولكنها أوصت فيما بعد بتبني الهجاء الأقدم "baryte". وكانت هذه الخطوة مثيرة للجدل وتم تجاهلها بشكل خاص من قبل علماء المعادن الأمريكيين.

### الأسم
جاء أسم الباريت (من اليونانية: βαρύς ··) والتي تعني ثقيل، وقد تم استخدام أسماء أخرى للباريت، بما في ذلك الباريتين، الباريتيت (بالإنجليزية: barytite)، الباريتس (بالإنجليزية:barytes)، الصاري الثقيل (بالإنجليزية:heavy spar)، المشاجرة أو الشجار «تف» (بالإنجليزية: tiff)، وبلانك فيكس (بالإنجليزية: blanc fixe).

## تواجده

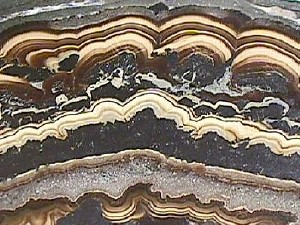
باريت مع الجالينا والهيماتيت/ من بولندا

يتواجد الباريت عادة في مناجم الرصاص والفضة وأيضاً في الحجر الجيري، وكذلك بجوار اليانابيع الساخنة.
وقد عثر على بورات يصل طولها إلى متر وذلك في كومبريا وكورنوول ودربشاير بإنجلترا.
بالإضافة إلى التشيك وسلوفاكيا، وألمانيا وامريكا وإيطاليا والجزائر.

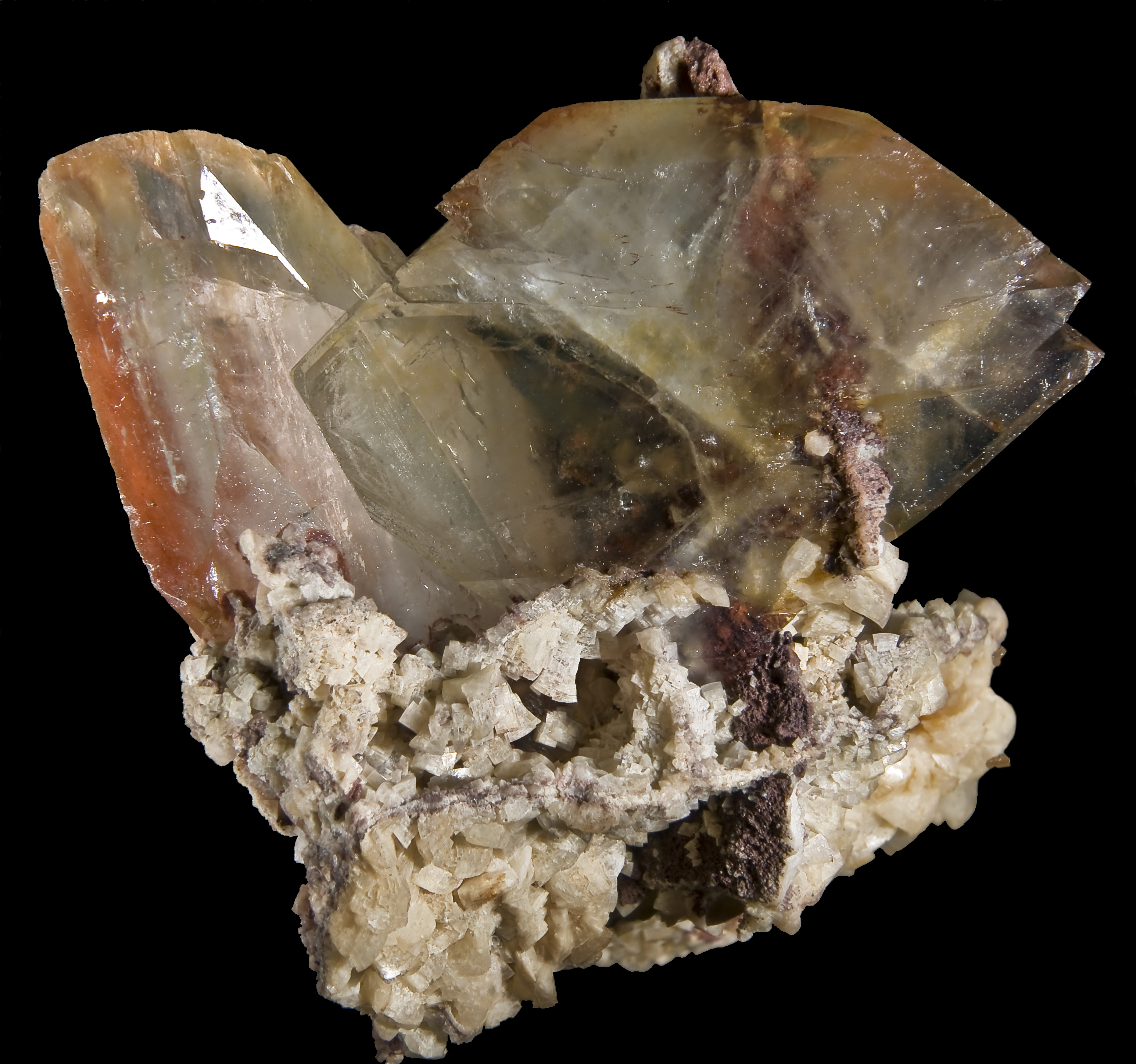
باريت (الذي في الأعلى) والدولوميت، من كمبريا ، إنجلترا.

قُدر الإنتاج العالمي للباريت في عام 2019 بحوالي 9.5 مليون طن/متر، انخفاضًا من 9.8 مليون طن/متر في عام 2012.ومن المنتجين الرئيسيين للباريت (بحسب إحصائيات عام 2017، والأرقام مقدرة بالألف طن) هم كما يلي: الصين (3600)، الهند(1600)، المغرب (1000)، المكسيك (400)، الولايات المتحدة (330)، إيران (280)، تركيا (250)، روسيا (210)، كازاخستان (160)، تايلاند (130) ولاوس (120).
وكانت أكثر الدول استخداماً للباريت في عام 2017 (الارقام مقدرة بالمليون طن)، هم: الولايات المتحدة (2.35) والصين (1.60) والشرق الأوسط (1.55) والاتحاد الأوروبي والنرويج (0.60) وروسيا ورابطة الدول المستقلة (0.5) وأمريكا الجنوبية (0.35) وأفريقيا (0.25) وكندا (0.20). وقد تم تخصيص 70 ٪ من ناتج الباريت لحفر آبار النفط والغاز.و 15٪ كيماويات الباريوم، و14٪ لأغراض الحشو في صناعة السيارات والبناء والطلاء، و 1٪ لأغراض أخرى.

## استخدامات

### في مجال التنقيب عن البترول والغاز

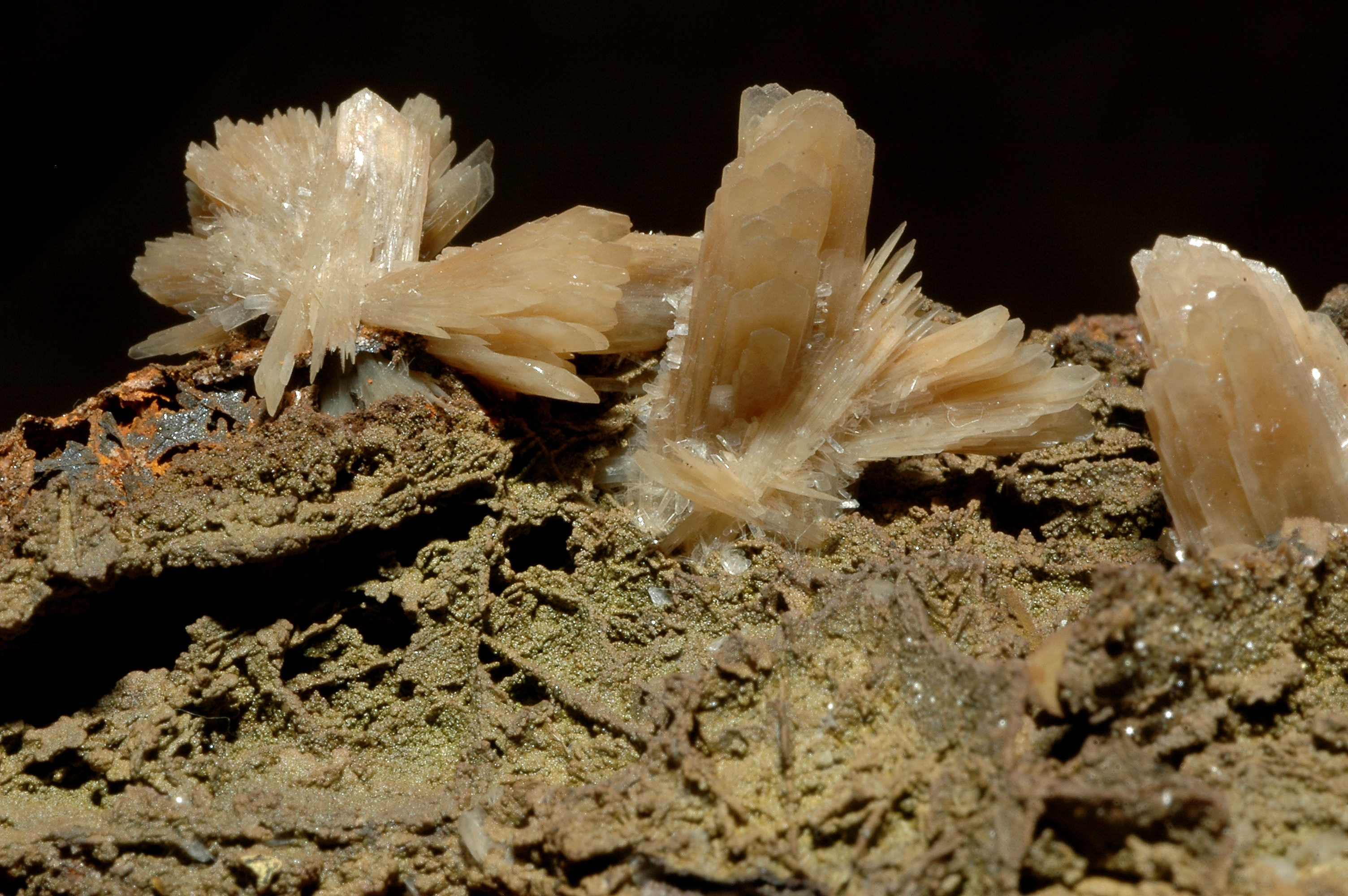
صورة لبلورات الباريت في المغرب

في جميع أنحاء العالم، يتم استخدام 69-77٪ من الباريت كعامل ترجيح لسوائل الحفر في التنقيب عن النفط والغاز وذلك لقمع ضغوط التكوين العالية ومنع الانفجارات. تمر البتة عبر تشكيلات مختلفة لكل منها خصائص مختلفة  في أثناء حفر الأبار. وكلما ازداد عمق الحفرة، ازدادت الحاجة إلى الباريت كنسبة مئوية من إجمالي مزيج الطين. وتعتبر من المميزات الإضافية للباريت هي أنه غير مغناطيسي وبالتالي لا يتداخل مع القياسات المغناطيسية المأخوذة من الأبار، ويتم التسجيل أثناء الحفر أو أثناء ثُقب الحُفر المنفصل.كما يمكن أن يستخدم الباريت لحفر آبار البترول  الأسود أو الأزرق أو البني أو الرمادي، وذلك حسب نوع الجسم الخام. يتم طحن الباريت بدقة بحيث يمكن أن يمر ما لا يقل عن 97٪ من المادة  «بالوزن» عبر شاشة (75 ميكرومتر)، ولا يزيد قطرها عن 30٪ من الوزن، ويمكن أن يكون قطرها أقل من 6 ميكرومتر. يجب أيضًا أن يكون الباريت الأرضي كثيفًا بدرجة كافية بحيث تكون جاذبيته النوعية 4.2 أو أكبر، ولينة بدرجة كافية لعدم إتلاف المثقاب.